# Chelipodozus cinereus
Chelipodozus cinereus är en tvåvingeart som beskrevs av Collin 1933. Chelipodozus cinereus ingår i släktet Chelipodozus och familjen dansflugor. Inga underarter finns listade i Catalogue of Life.